# کاتسوساندو
کاتسوساندُو (به ژاپنی: カツサンド KatsuSando)، یکی از انواع غذاهای مکمل نانی در کشور ژاپن است. در این نوع نان تونکاتسو (گوشت خوک روغن‌پزی عمیق شده) در داخل نان قرار داده می‌شود.